# Rhacodactylus auriculatus
Rhacodactylus auriculatus is een hagedis die behoort tot de gekko's en de familie Diplodactylidae.

## Naam en indeling
De wetenschappelijke naam van de soort werd voor het eerst voorgesteld door Arthur René Jean Baptiste Bavay in 1869.
Oorspronkelijk werd de wetenschappelijke naam Platydactylus auriculatus gebruikt. In het Engels wordt de gekko wel 'Gargoyle gecko' genoemd. De soortaanduiding auriculatus betekent 'oor-achtig' en verwijst naar de uitstekende bult aan iedere zijde van de kop, die aan een oor doen denken.

## Verspreiding en habitat
Rhacodactylus auriculatus is endemisch in Nieuw-Caledonië, een eiland ten oosten van Australië. De hagedis komt alleen voor in het zuidelijke deel van het eiland. De habitat bestaat uit vochtige tropische en subtropische laaglandbossen en vochtige tropische en subtropische scrublands. De soort is aangetroffen tot op een hoogte van ongeveer 1100 meter boven zeeniveau.

## Beschermingsstatus
Door de internationale natuurbeschermingsorganisatie IUCN is de beschermingsstatus 'veilig' toegewezen (Least Concern of LC). Het leefgebied wordt onder andere bedreigd door ontbossing.